# いきいき歌謡ダイアリー
『いきいき歌謡ダイアリー』（いきいきかようダイアリー）は、日本各地のAMラジオ局で放送されている綜合放送制作の音楽番組・生活情報番組である。

## 概要
同じく綜合放送が制作していた『リビング歌謡曲』のリニューアル版。毎回最新の歌謡曲を放送し、暮らしと金融に関する情報を紹介している。

## パーソナリティ

### 現在[いつ?]
- 三谷章子（綜合放送直系事務所「えりオフィス」専属アナウンサー）

### 過去
- 片山依利（「えりオフィス」代表取締役）

## テーマ曲

### 現在
- フリー音源楽曲[どれ?]

### 過去
- 雲に想いを（ポール・モーリア）

## 放送局

### 現在[いつ?]
- 山形放送：月曜 - 木曜 17:55 - 18:00 （『YBCイブニングスコープ』内）
- 山梨放送：第1・第3土曜 6:15 - 6:30
- 四国放送：月曜 - 金曜 10:10 - 10:24 （『えんやこらワイド』枠内）
- 西日本放送：金曜 12:30 - 12:45

### 過去
- 青森放送：月曜 - 金曜 13:30 - 13:45
- IBC岩手放送：月曜 - 金曜 10:10 - 10:25
- 秋田放送：月曜 - 金曜 11:35 - 11:50

### 期間限定ネット
- 中国放送：日曜 11:40 - 11:45 （10月 - 翌年3月限定で放送）

| スタブアイコン | サブスタブ | この項目は、まだ閲覧者の調べものの参照としては役立たない、ラジオ番組に関連した書きかけの項目です。この項目を加筆・訂正などしてくださる協力者を求めています（P:ラジオ/PJ:放送番組）。 |